# Экстремальная работа
«Экстремальная работа» (кор. 극한직업) — южнокорейский боевик-комедия 2019 года режиссёра Ли Бён Хона. В главных ролях Рю Сын Рен, Ли Хани, Джин Сон Кю, Ли Дон Хви и Гон Мен. Фильм вышел в прокат 23 января 2019 года.
Стал крупным кассовым успехом в Южной Корее, собрав 91,5 миллиарда вон (81,6 миллиона долларов США) при производственном бюджете в 6,5 миллиарда вон (5,8 миллиона долларов США) и превысив 10 миллионов продаж билетов всего за 15 дней.
По состоянию на лето 2022 года «Экстремальная работа» является самым кассовым фильмом и вторым по посещаемости фильмом в истории южнокорейского кино.

## Сюжет
После провала своей последней миссии группе молодых детективов по борьбе с наркотиками во главе с капитаном Ко (Рю Сын Рён) предоставляется последний шанс спасти свою карьеру. Они должны осуществлять тайное наблюдение за бандой наркоторговцев. Их место засады — ресторан. Кажется, все работает, но Ко сообщают, что заведение скоро обанкротится.
Ко и его коллеги решают приобрести ресторан, все ещё планируя использовать его для своей тайной операции. Однако маринад для рёбрышек, который они придумали для блюда «липкая курица», мгновенно становится хитом, и ресторан превращается в модное заведение.

## В ролях
Рю Сын-нён —  капитан Ко;
Ли Ха-ни — детектив Джанг;
Чин Сон-гю — детектив Ма;
Ли Дон-хви — детектив Ён-хо;
Кон Мён — детектив Джэ-хун;
Сон Ён-гю — шеф Чхве;
Щин Ха-гюн — Ли Мо-бай (наркоторговец);
Ян Хён-мин — Хонг Сан-пиль;
Ким Джон-су — первый владелец ресторанчика;
Ли Джун-ок — Хван-дон;
Ким Джи-ён — жена капитана Ко;
Щин Щин-э — женщина средних лет на третьем этаже.

## Сборы
На второй день после выхода фильм возглавил кассовые сборы, продав 720 000 билетов.
25 января 2019 года, всего через три дня после выхода, количество зрителей «Экстремальной работы» превысило 1 миллион. Он установил рекорд, превысив 1 миллион просмотров за самый короткий промежуток времени для январского комедийного фильма в Корее. Он также связал фильм 2016 года «Ключ удачи» с самым быстрым комедийным фильмом, набравшим 1 миллион просмотров.
Вскоре после этого, 26 января 2019 года, фильм собрал в общей сложности 2 миллиона зрителей и побил рекорд самого быстрого комедийного фильма, достигнув отметки в 2 миллиона всего за четыре дня. Предыдущим рекордсменам потребовалось шесть дней, чтобы достичь этого.
Фильм продолжал становиться кассовым хитом, достигнув отметки в 3,1 миллиона долларов на пять дней быстрее, чем предыдущие фильмы, которые собрали 10 миллионов зрителей, такие как «Ветеран» и «Воры», которым потребовалось шесть дней, чтобы достичь рубежа в 3 миллиона долларов. Фильм также побил январский рекорд ежедневных продаж билетов, ранее принадлежавший фильму «Вместе с богами: Два мира»: на 1 января 2018 года было продано 916 652 билета.
Возглавляя местную кассу девять дней подряд с момента выхода 23 января, фильм 1 февраля собрал более 5 миллионов просмотров, что намного превысило точку безубыточности в 2,3 миллиона билетов.
Спустя две недели с момента его первоначального выхода в прокат 6 февраля фильм, наконец, набрал 10 миллионов просмотров, что сделало его 23-м фильмом, преодолевшим отметку в 10 миллионов. Он также стал вторым комедийным фильмом за шесть лет, который собрал 10 миллионов зрителей после «Чуда в камере № 7».
10 февраля — всего за 19 дней —  «Экстремальная работа» стала самым кассовым корейским комедийным фильмом всех времён, собрав 12 835 396 зрителей, установив новый рекорд. Предыдущий рекорд принадлежал фильму «Чудо в камере № 7», который за время показа собрал в общей сложности 12 811 206 зрителей.
Согласно статистике, опубликованной Корейским советом по кинематографии 18 февраля, «Экстремальная работа» установила новый рекорд как второго по посещаемости фильма в Корее за все время, собрав 14 536 378 просмотров. Сейчас он занимает второе место после фильма «Адмирал: Ревущие течения», который по-прежнему лидирует с 17,61 миллионами зрителей в общей сложности. Он также стал самым кассовым фильмом всех времён в Южной Корее.
Фильму удалось заработать более 124 миллионов долларов.

## Ремейк
Китайский фильм «Лобстер-коп» и корейский фильм «Экстремальная работа» были разработаны в рамках одного и того же проекта под названием «Корейско-китайский проект совместной разработки сюжета», который представлял собой сотрудничество между китайскими и корейскими компаниями с одним и тем же сценарием, локализованным по-разному в их странах.
В апреле 2019 года стало известно, что ведется работа над голливудским ремейком с Кевином Хартом в главной роли.

## Награды и номинации
| Год  | Премия                                                                     | Категория                                           | Лауреат              | Результат | Прим.         |
| ---- | -------------------------------------------------------------------------- | --------------------------------------------------- | -------------------- | --------- | ------------- |
| 2019 | 55-я премия Baeksang Arts Awards                                           | Лучший актёр                                        | Рю Сын рен           | Номинация |               |
| 2019 | 55-я премия Baeksang Arts Awards                                           | Лучший актёр второго плана                          | Чжин Сон кю          | Номинация |               |
| 2019 | 55-я премия Baeksang Arts Awards                                           | Лучшая актриса второго плана                        | Ли Хани              | Номинация |               |
| 2019 | 55-я премия Baeksang Arts Awards                                           | Лучший новый актёр                                  | Гонг Мен             | Номинация |               |
| 2019 | 55-я премия Baeksang Arts Awards                                           | Лучший сценарий                                     | Бэ Се ен             | Номинация |               |
| 2019 | 21-й Дальневосточный кинофестиваль в Удине                                 | Приз зрительских симпатий                           | Ли Бен Хон           | Победа    |               |
| 2019 | 24-я премия Chunsa Film Art Awards                                         | Премия режиссёра                                    | Ли Бен Хон           | Номинация | [ 21 ]        |
| 2019 | 24-я премия Chunsa Film Art Awards                                         | Лучший сценарий                                     | Мун Чон Ир           | Номинация | [ 21 ]        |
| 2019 | 24-я премия Chunsa Film Art Awards                                         | Премия за лучшую мужскую роль                       | Рю Сын рен           | Номинация | [ 21 ]        |
| 2019 | 24-я премия Chunsa Film Art Awards                                         | Лучший актёр второго плана                          | Чжин Сон гю          | Номинация | [ 21 ]        |
| 2019 | 24-я премия Chunsa Film Art Awards                                         | Премия «Новичок года»                               | Гонг Мен             | Победа    | [ 22 ]        |
| 2019 | 24-я премия Chunsa Film Art Awards                                         | Приз зрительских симпатий за самый популярный фильм | Экстремальная Работа | Победа    | [ 22 ]        |
| 2019 | Премия «Золотой кинематограф»                                              | Награда за достижения                               | Ким Сон Хван         | Победа    | [ 23 ]        |
| 2019 | Международный фестиваль боевых искусств и остросюжетных фильмов в Чунгбуке | Кассовые сборы года                                 | Ким Ми Хе            | Победа    | [ 24 ]        |
| 2019 | Международный фестиваль боевых искусств и остросюжетных фильмов в Чунгбуке | Премия «Актер-новичок года»                         | Чан Чжин Хи          | Победа    | [ 24 ]        |
| 2019 | 28-я кинопремия Buil Film Awards                                           | Приз за лучшую режиссуру                            | Ли Бен Хон           | Номинация | [ 25 ]        |
| 2019 | 28-я кинопремия Buil Film Awards                                           | Лучший актёр второго плана                          | Чжин Сон кю          | Номинация | [ 26 ]        |
| 2019 | 28-я кинопремия Buil Film Awards                                           | Лучший новый актёр                                  | Гонг Мен             | Номинация | [ 27 ]        |
| 2019 | 28-я кинопремия Buil Film Awards                                           | Лучший сценарий                                     | Мун Чон Ир           | Номинация | [ 28 ]        |
| 2019 | 39-я премия Корейской ассоциации кинокритиков                              | Лучший актёр второго плана                          | Чжин Сон кю          | Победа    | [ 29 ]        |
| 2019 | 39-я премия Корейской ассоциации кинокритиков                              | Премия Youngpyeong Award                            | Экстремальная Работа | Победа    | [ 29 ]        |
| 2019 | 40-я кинопремия «Голубой дракон»                                           | Лучший фильм                                        | Экстремальная Работа | Номинация | [ 30 ]        |
| 2019 | 40-я кинопремия «Голубой дракон»                                           | Лучший режиссёр                                     | Ли Бен Хон           | Номинация | [ 30 ]        |
| 2019 | 40-я кинопремия «Голубой дракон»                                           | Лучший актёр главной роли                           | Рю Сын рен           | Номинация | [ 30 ]        |
| 2019 | 40-я кинопремия «Голубой дракон»                                           | Лучший актёр второго плана                          | Чжин Сон кю          | Номинация | [ 30 ]        |
| 2019 | 40-я кинопремия «Голубой дракон»                                           | Лучшая актриса второго плана                        | Ли Хани              | Номинация | [ 30 ]        |
| 2019 | 40-я кинопремия «Голубой дракон»                                           | Лучший новый актёр                                  | Гонг Мен             | Номинация | [ 30 ]        |
| 2019 | 40-я кинопремия «Голубой дракон»                                           | Лучший сценарий                                     | Бэ Се ен             | Номинация | [ 30 ]        |
| 2019 | 40-я кинопремия «Голубой дракон»                                           | Лучший монтаж                                       | Нам На ен            | Номинация | [ 30 ]        |
| 2019 | 40-я кинопремия «Голубой дракон»                                           | Премия «Популярная звезда»                          | Ли Хани              | Победа    | [ 31 ]        |
| 2019 | 40-я кинопремия «Голубой дракон»                                           | Приз зрительских симпатий за самый популярный фильм | Экстремальная Работа | Победа    | [ 32 ]        |
| 2019 | 8-я корейская награда за лучшую звезду                                     | Лучший режиссёр                                     | Ли Бен Хон           | Победа    | [ 33 ]        |
| 2019 | 8-я корейская награда за лучшую звезду                                     | Лучший актёр                                        | Рю Сын рен           | Победа    | [ 33 ]        |
| 2019 | 8-я корейская награда за лучшую звезду                                     | Лучший новый актёр                                  | Гонг Мен             | Победа    | [ 33 ]        |
| 2019 | 19-я премия за режиссёрскую работу                                         | Лучший актёр года                                   | Рю Сын рен           | Номинация | [ 34 ]        |
| 2019 | 19-я премия за режиссёрскую работу                                         | Сценарий года                                       | Мун Чон Ир           | Номинация | [ 34 ]        |
| 2019 | 19-я премия за режиссёрскую работу                                         | Режиссёр года                                       | Ли Бен Хон           | Номинация | [ 34 ]        |
| 2019 | 6-я премия Ассоциации корейских сценаристов                                | Лучший монтаж                                       | Нам На ен            | Победа    | [ 35 ]        |
| 2020 | 56-я премия «Большой колокол»                                              | Лучший фильм                                        | Экстремальная Работа | Номинация | [ 36 ] [ 37 ] |
| 2020 | 56-я премия «Большой колокол»                                              | Лучший режиссёр                                     | Ли Бен Хон           | Номинация | [ 36 ] [ 37 ] |
| 2020 | 56-я премия «Большой колокол»                                              | Лучший актёр второго плана                          | Чжин Сон кю          | Победа    | [ 36 ] [ 37 ] |
| 2020 | 56-я премия «Большой колокол»                                              | Лучшая актриса второго плана                        | Ли Хани              | Номинация | [ 36 ] [ 37 ] |
| 2020 | 56-я премия «Большой колокол»                                              | Лучший новый актёр                                  | Гонг Мен             | Номинация | [ 36 ] [ 37 ] |
| 2020 | 56-я премия «Большой колокол»                                              | Лучший сценарий                                     | Бэ Се ен             | Номинация | [ 36 ] [ 37 ] |
| 2020 | 56-я премия «Большой колокол»                                              | Лучший монтаж фильма                                | Нам На ен            | Номинация | [ 36 ] [ 37 ] |
| 2020 | 56-я премия «Большой колокол»                                              | Наилучшее Планирование                              | Ли Чон Сок           | Победа    | [ 36 ] [ 37 ] |